# Бердский электромеханический завод
Бердский электромеханический завод (БЭМЗ) — завод по изготовлению продукции точной механики и электромеханики, расположенный в Бердске Новосибирской области. Организован в 1959 году. Одно из градообразующих бердских предприятий.
В советский период завод был одним из ведущих производителей навигационного оборудования для космической отрасли.

## История

### Советский период
Строительство завода началось в марте 1959 года после выхода постановления Совета министров СССР о создании сети предприятий по выпуску гироскопических приборов и приборов управления ракетными комплексами. Спустя два года после издания постановления предприятие выпустило первую продукцию — гироскопический комплекс по управлению боевой ракетой наземного базирования.
В 1963 году расширился ассортимент изделий, налажено производство гироскопических платформ для базирующихся на атомных подводных лодках ракет стратегического назначения.
В 1964 году завод начинает производить бытовые товары — электробритвы. В 1965 году в продажу поступила модель электробритвы «Бердск-1». Появляется специальное конструкторско-технологическое бюро для создания товаров народного потребления.
В 1965 году, в связи с переводом предприятия в ведение 6-го Главного управления Министерства общего машиностроения, начинается структурная реорганизация БЭМЗ.
С 1966 года на заводе осваивают изготовление гироскопических теодолитов, которые применяются при прокладке шахт и тоннелей для размещения ракет. Данная продукция производилась на БЭМЗ наиболее массово, в том числе теодолиты предприятия экспортировали в армии социалистических государств. С 1971 года началось производство гироскопических теодолитов для гражданских нужд, благодаря которым были проложены более трудные и протяжённые тоннели БАМ.
В 1970-е годы предприятие осваивает выпуск командных и силовых приборов для стабилизации управления космическими спутниками серии «Космос». Для систем вооружения начинается производство датчиков угловых скоростей, применяемых в ракетах подводного и подземного базирования. С конце 1970-х годов осваивается изготовление навигационного оборудования для систем ПВО и подводных лодок.
В 1980 году завод выпускает «ЛВЗ00-179» — комплекс командных приборов для управления разгонным блоком ракеты космического назначения «Протон». (комплексы производились до 2000 года).
С 1980 года на предприятии запускается производство ещё одного изделия народного потребления — косметического прибора «Ромашка».
Во второй половине 1980-х годов для снижения производства специальной продукции и увеличения выпуска гражданских товаров начинается конверсия производства. Для этого в 1985 году из конструкторского отдела № 13 выделяют самостоятельный отдел № 120, БЭМЗ начинает осваивать новую продукцию: пожароохранную сигнализацию, графопостроитель для автоматического проектирования чертежей, оборудование для текстильной промышленности и другое. Тем не менее предприятие не смогло наладить массовое производство этих изделий.

### Российский период

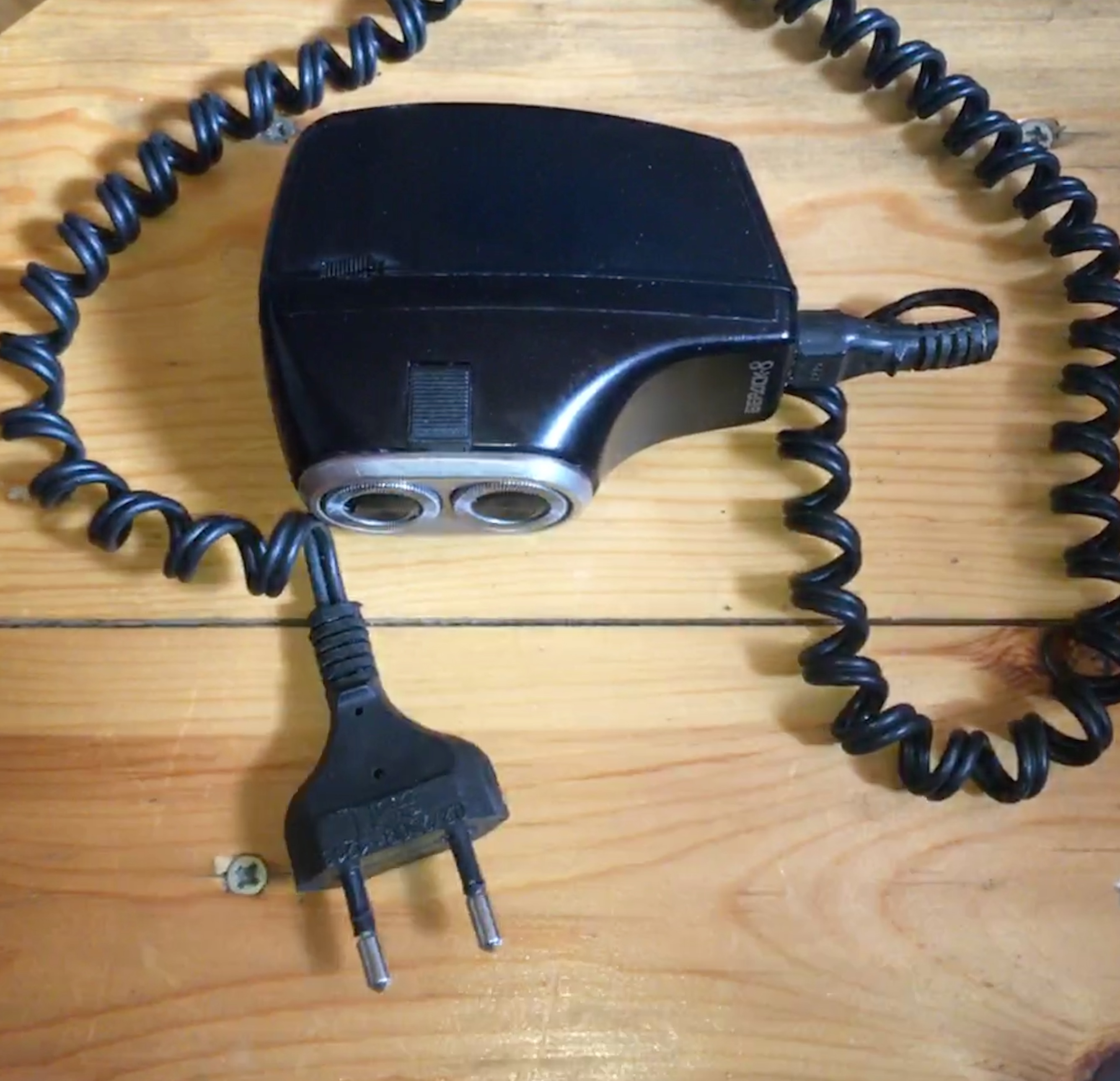
Электробритва Бердского завода

В 1993 году началась приватизация завода. В 1995 году завод подвергся реструктуризации: вспомогательные производства стали дочерними предприятиями.
В 2002 году базовое производство разделили на три ООО: «Бетротех» (оборонные заказы и производство измерительных приборов); «Электроприборы» (изготовление электробритв и ингаляторов); «Мехсервис» (выпуск горно-шахтного оборудования, узлов и деталей для точной механики). 
К 2006 году завод сохранял устойчивость в производстве косметических приборов «Ромашка» и электробритв «Бердск», в изготовлении приводов управления запорными устройствами трубопроводной арматуры и горно-шахтного оборудования.

## Производство
Завод производит продукцию для космического оборудования, изготавливает электроприводы запорной арматуры, детали для гражданской и военной авиации, занимается проектированием и производством нестандартного оборудования, выпускает электротовары потребительского назначения.

## Финансовые показатели
В 2015 году чистая прибыль предприятия составила 18,8 млн рублей, выручка — 1,19 млрд рублей.

## Награды
В 1971 завод был награждён орденом Трудового Красного Знамени.